# レインボーロード (アルバム)
『レインボーロード』は、絢香の4作目のオリジナルアルバム。2015年4月15日にA stAtionから発売された。

## 解説
前作『The beginning』以来、約3年2か月ぶりのリリースとなるオリジナルアルバム。前作以降にリリースされたシングル曲や配信限定楽曲「ありがとうの輪」など全13曲を収録し、うち12曲にNHK連続テレビ小説『花子とアン』の主題歌「にじいろ」をはじめとするTV番組テーマソングや、ブランド、CMとのタイアップ楽曲となっている。
アルバムタイトルについて、絢香本人は「ジャンルの垣根を越えた彩り豊かな楽曲達が並ぶ、私にとって最高傑作だと言える今回のアルバムが完成した時、目の前にどこまでも続く七色の道がハッキリと見えたんです。その景色をアルバムのタイトルにしようと思い、レインボーロードと名付けました」と語っている。また本アルバム収録曲中、唯一のノンタイアップ楽曲「No end」には世代、性別、国籍を超えて音楽で繋がっていくというアルバム・コンセプトに沿ったミュージック・ビデオが制作された。カラフルな6つの世界観が絢香を中心にして周ってやがてひとつになり、絢香の歌声によってみんなが青春時代にフラッシュバックして世代を超えて繋がっていくという音楽の持つ本質的なパワーやライブ感を表現したビデオとなっている。
収録曲の「No end」と「Lose control」は、絢香にとって初めて他の作家から提供された楽曲。それまでも西尾芳彦や松浦晃久などとの共作はあったが、曲も詞も自分ではない形で作品にするのはこれが初めて。
アルバムは「CD3枚組+DVD盤」、「CD3枚組盤」、CD1枚の「CD盤」、およびファンクラブで販売される「Room Ayaka限定盤」の4形態でリリースされ、4形態すべてに共通するDisc1のCDは、「ツヨク想う」「beautiful」「ありがとうの輪」「number one」「にじいろ」といった既発曲と新曲で構成される。CD3枚組2形態のDisc2とDisc3には、2014年の全国ツアー『にじいろAcoustic Live Tour 2014 〜3-STAR RAW〜』のライブ音源も収録され、そのうち+DVD盤にはシングル曲等のミュージック・ビデオが収録されたDVDが付属する。「Room Ayaka限定盤」には、CD3枚に特別編集のDVD「Room Ayaka Special Contents"歌ってみた"」が付属する。
また特典として、全生産分中400枚に2015年11月に浜離宮朝日ホールで開催のアンプラグドライブへの招待チケット「プラチナチケット」が封入された。

## 収録曲

### CD: Disc1
- 全作詞・作曲：絢香 (特記を除く)

1. number one (4:32)
編曲：河野圭
12thシングル
フジテレビ系 ソチオリンピック中継テーマソング
2. Have fun!! (4:01)
編曲：河野圭
メットライフ生命保険 飛行船「スヌーピーJ号」テーマソング[10]
3. ありがとうの輪 (5:12) 
編曲：松浦晃久
3rdデジタル・シングル
ネスレ「キットカット」日本発売40周年記念キャンペーンソング[11]
チョーヤ梅酒「チョーヤ 夏梅」CMソング
4. No end (2:48)
作詞・作曲：Tom Collekiyo / 編曲：河野圭
5. ツヨク想う (4:55)
編曲：河野圭
2ndデジタル・シングル
日本テレビ系『NEWS ZERO』テーマソング
6. beautiful (5:08)
編曲：松浦晃久
11thシングル
日本テレビ系テレビドラマ『シェアハウスの恋人』主題歌
7. 幻想曲 (4:57)
編曲：河野圭
13thシングルのカップリング
沢井製薬新企業CMソング
8. Lose control (3:32)
作詞・作曲：Tom Collekiyo / 編曲：河野圭 / アディショナルアレンジ：ヒラセドユウキ
映画『THE NEXT GENERATION パトレイバー 首都決戦』イメージソング[12]
9. Through the ages (セルフカバー ver.) (5:48)
編曲：塩谷哲
12thシングルのカップリング
映画『黒執事』主題歌（歌唱：ガブリエル・アプリン）のセルフカバーバージョン。
10. ずっとたいせつなキモチ (5:05)
作詞・作曲：絢香・Tom Collekiyo / 編曲：鶴谷崇・土屋玲子
マイナビウエディングCMソング[13]
11. ちいさな足跡 (4:08)
編曲：松浦晃久
11thシングル
資生堂「MAQuillAGE」CMソング
12. バースデーソング (2:56)
編曲：塩谷哲
チョーヤ梅酒「チョーヤ 夏梅」CMソング[14][注 1]
13. にじいろ (3:44)
編曲：河野圭
13thシングル
NHK連続テレビ小説『花子とアン』主題歌

### CD: Disc2
にじいろAcoustic Live Tour 2014 〜3-STAR RAW〜
1. THIS IS THE TIME (6:23)
2. ツヨク想う (5:09)
3. はじまりのとき (4:54)
4. Why (3:59)
5. 三日月 (4:49)
6. おかえり (4:51)
7. 幻想曲 (5:07)
8. 空よお願い (4:15)
9. アカイソラ (5:38)

### CD: Disc3
にじいろAcoustic Live Tour 2014 〜3-STAR RAW〜
1. Through the ages (セルフカバー ver.) (7:02)
2. ちいさな足跡 (3:57)
3. ありがとうの輪 (5:30)
4. にじいろ (6:02)
5. POWER OF MUSIC (5:54)
6. The beginning (7:09)
7. みんな空の下 (5:48)

### DVD
1. beautiful (ミュージック・ビデオ)
2. ちいさな足跡 (ミュージック・ビデオ)
3. ありがとうの輪 (ミュージック・ビデオ)
4. number one (ミュージック・ビデオ)
5. にじいろ (ミュージック・ビデオ)
6. ずっとたいせつなキモチ (ミュージック・ビデオ)
7. No end (ミュージック・ビデオ)

### Room Ayaka限定盤DVD
Room Ayaka Special Contents"歌ってみた"
1. ありがとうの輪
2. ツヨク想う[注 2]
3. 幻想曲
4. Through the ages（セルフカバーver.）
5. beautiful
6. ずっとたいせつなキモチ
7. number one
8. ツヨク想う[注 2]